# Himmighofen
Himmighofen ist eine Ortsgemeinde im Rhein-Lahn-Kreis in Rheinland-Pfalz. Sie gehört der Verbandsgemeinde Nastätten an.

## Geographie
Himmighofen liegt in einer leichten Talsenke im Taunus (westlicher Hintertaunus) im sogenannten Blauen Ländchen.
Nachbarorte sind die Ortsgemeinden Gemmerich im Norden, Hainau im Nordosten, Kasdorf und Ruppertshofen im Südosten sowie die bereits zur Verbandsgemeinde Loreley gehörende Ortsgemeinde Weyer im Südwesten.

## Geschichte
Im Jahr 2000 feierte die Gemeinde Himmighofen ihr 750-jähriges Bestehen.
Bis 1479 war der Ort Teil der Grafschaft Katzenelnbogen, näher gesagt der Niedergrafschaft Katzenelnbogen, danach kam es an die Landgrafschaft Hessen. Himmighofen war dem Amt Reichenberg und dem Gericht Ruppertshofen unterstellt. 1528 wurde die Reformation eingeführt.
Von 1567 an gehörte es zur Landgrafschaft Hessen-Rheinfels, ab 1583 zu Hessen-Kassel. Während des Dreißigjährigen Krieges war die Niedergrafschaft von Hessen-Darmstadt besetzt und gehörte faktisch zu Hessen-Darmstadt, kehrte aber 1648 zu Hessen-Kassel zurück.
Von 1806 bis 1813 stand das Gebiet unter französischer Verwaltung (pays réservé). Nach dem Wiener Kongress (1815) wurde die Region und damit auch Himmighofen aufgrund eines Tauschvertrages 1816 dem Herzogtum Nassau zugeordnet. Infolge des sogenannten Deutschen Krieges wurde das Herzogtum Nassau 1866 vom Königreich Preußen annektiert. Himmighofen wurde zunächst dem Unterlahnkreis, dann ab 1886 dem neu gebildeten Kreis St. Goarshausen zugeordnet (später zeitweilig Loreleykreis genannt).
Nach dem Ersten Weltkrieg war Himmighofen bis zum Abzug der Franzosen 1930 besetzt, nach dem Zweiten Weltkrieg, in dessen Endphase es am 27. März 1945 von US-Truppen erreicht wurde, war es ebenfalls in der französischen Besatzungszone und ist seit 1946 Teil des damals neu errichteten Landes Rheinland-Pfalz. Seit der Kreisreform vom 7. Juni 1969 gehört der Ort zum Rhein-Lahn-Kreis, der durch eine Fusion des Landkreises Sankt Goarshausen mit dem Unterlahnkreis gebildet wurde.

## Religion
Die evangelische Kirche im Ort gehört zur 2024 gebildeten Kirchengemeinde Ruppertshofen-Gemmerich des Dekanats Nassauer Land der Evangelischen Kirche in Hessen und Nassau. Bis 2013 war Himmighofen eine von vier selbstständigen Kirchengemeinden, die über zwei Zwischenschritte in diese neue gemeinsame Gemeinde überführt wurden.

## Politik

### Gemeinderat
Der Gemeinderat in Himmighofen besteht aus acht Ratsmitgliedern, die bei der Kommunalwahl am 9. Juni 2024 in einer Mehrheitswahl gewählt wurden, und – wenn wieder ernannt – dem (neuen) ehrenamtlichen Ortsbürgermeister als Vorsitzendem.

### Bürgermeister
Johanna Breithaupt wurde am 12. März 2025 Ortsbürgermeisterin von Himmighofen. Da für die Direktwahl am 9. Juni 2024 kein Wahlvorschlag eingereicht wurde, oblag die Neuwahl des Bürgermeisters gemäß rheinland-pfälzischer Gemeindeordnung dem Rat der Gemeinde. Da auf seiner konstituierenden Sitzung kein Kandidat gefunden wurde, führten zunächst die Beigeordneten Andrea Dallmann und Mario Werner die Amtsgeschäfte, bis im März 2025 die einstimmige Wahl von Johanna Breithaupt erfolgte.
Ihr langjähriger Vorgänger Holger Breithaupt war zuletzt bei der Direktwahl am 26. Mai 2019 mit einem Stimmenanteil von 91,71 % wiedergewählt worden. Bei der Wahl 2024 trat er nicht erneut an.

### Wappen
| Wappen von Himmighofen | Blasonierung: „Im golden-blau golden in gewechselten Farben flankenweise gespalten und geteiltem Schild, in der Mitte über drei blauen Eicheln (2:1), ein gekrönter, rotgezungter Löwenkopf, in den Flanken oben je zwei blaue Schindeln, unten je eine goldene Schindel.“ |
| Wappen von Himmighofen | Wappenbegründung: Das Wappen wurde am 28. Januar 1991 vom damaligen Regierungsbezirk genehmigt. |

## Kultur und Sehenswürdigkeiten

### Bauwerke
In der Denkmalliste des Landes Rheinland-Pfalz (Stand: 2025) werden folgende Kulturdenkmäler genannt:
- Evangelische Kirche, spätbarocker Saalbau (1794)
- Hofanlage in der Römerstraße aus dem 18. Jahrhundert

### Naturdenkmal
Eine als Naturdenkmal ausgewiesene, etwa 150 Jahre alte Eiche in der Römerstraße musste 2016 wegen Pilzbefall gefällt werden. An das ehemalige Wahrzeichen des Ortes erinnert seit 2020 ein Schaukasten auf dem Dorfplatz.

## Wirtschaft und Infrastruktur

### Wirtschaft
Der Ort war über Jahrhunderte landwirtschaftlich geprägt. Im 20. Jahrhundert setzte ein Strukturwandel ein. Gab es um 1900 noch 27 landwirtschaftliche Haupterwerbsbetriebe, waren es in den 1950er Jahren noch zehn und im Jahr 2000 zwei. Heute pendeln viele Arbeitnehmer in die umliegenden Städte.

### Öffentliche Einrichtungen
Die Gemeinde verfügt über ein Dorfgemeinschaftshaus. Seit 2009 betreibt sie einen Dorfladen („Einkaufstreff“).

### Verkehr
Himmighofen liegt an der Landesstraße 333.

## Persönlichkeiten
- Carl Ebenau (1800–1879), Bibliothekar und Direktor des Vereins für Nassauische Altertumskunde und Geschichtsforschung sowie der Nassauischen Landesbibliothek